# Trofeo Olías Industrial
Le Trofeo Olías Industrial est une course cycliste espagnole qui se déroule le premier dimanche de mars autour d'Olías del Rey, dans la province de Tolède. Ancienne épreuve d'envergure nationale, elle est désormais inscrite au calendrier régional de la Fédération royale espagnole de cyclisme. 
La course est née dans les années 1980 aux mains de Federico Bahamontes et de son club cycliste, dans une implication personnelle du cycliste de Tolède qui durera plus de 30 ans. Elle est désormais organisée par le Club Ciclista Olías del Rey,. 
Le Trophée se tient sur une distance d'environ 125 kilomètres, avec un circuit de 31 kilomètres à parcourir quatre fois. Il commence et se termine à Olías del Rey, tout en passant par les communes de Bargas, Yunclillos, Mocejón et Magán. Le parcours, assez plat, ne contient qu'une petite difficulté de 3e catégorie dans la ville de départ, seulement traversée dans les trois premiers tours du circuit,. 

## Palmarès depuis 2004
| Année     | Vainqueur                    | Deuxième                 | Troisième            |
| --------- | ---------------------------- | ------------------------ | -------------------- |
| 2004      | José Ángel Rodríguez Arcones | José Vicente Toribio     | Víctor González      |
| 2005-2006 | ?                            | ?                        | ?                    |
| 2007      | Eduardo Escobar              | Raúl Guijarro            | Diego Rodríguez      |
| 2008      | Jesús Merino                 | Raúl Castaño             | Miguel Ríos          |
| 2009      | Enrique Salgueiro            | José Belda               | Francisco Cordón     |
| 2010      | Raúl García de Mateos        | Jesús López Sáez         | Ángel Sánchez        |
| 2011      | José Belda                   | Rubén Sánchez            | Jesús Cañas          |
| 2012      | José Belda                   | Vicente García de Mateos | Javier Cantero       |
| 2013      | Vicente García de Mateos     | Pedro García Peñarrubia  | Alberto Gallego      |
| 2014      | Daniel Sánchez               | Cristian Cañada          | Javier Cantero       |
| 2015      | Daniel Sánchez               | Juan Ignacio Pérez       | David López Gómez    |
| 2016      | Ángel de Julián              | Elias Angel Spikseth     | Diego Pablo Sevilla  |
| 2017      | Mario Carrasco               | Pedro Merino             | Aser Estévez         |
| 2018      | Daniel Sánchez               | Javier Hernández         | Iván Martínez Soria  |
| 2019      | Noel Martín                  | Daniel Sánchez           | Alejandro Gómiz      |
| 2020      | Marcos Jurado                | Pere Tarazona            | Daniel Sánchez       |
| 2021      | Javier Hernández             | Óscar González del Campo | Eduardo Armengol     |
| 2022      | Francisco García Rus         | Pol Hervás               | Noel Martín          |
| 2023      | Pol Hervás                   | Francesc Bennassar       | Francisco García Rus |
| 2024      | Noel Martín                  | Jorge González           | Ricard Fitó          |
| 2025      | Juan Diego Cano              | Noel Martín              | Darío Díaz Tomas     |